# Glaucium afghanicum
Glaucium afghanicum là một loài thực vật có hoa trong họ Anh túc. Loài này được Kitam. mô tả khoa học đầu tiên năm 1958.